# Krytyka teatralna
Krytyka teatralna – dziedzina dziennikarstwa, zajmująca się oceną twórczości teatralnej. Obejmuje różne aspekty przedstawień: od reżyserii, przez scenografię, po oprawę muzyczną i choreografię oraz grę aktorską.
Kryterium oceny jest zgodność efektu artystycznego z celami, jakie zostały założone przez twórcę (lub rzadziej: odbiorców sztuki). Niekiedy do krytyki teatralnej zalicza się także prace literackie i naukowe (teatrologia). Przybiera ona między innymi postać recenzji z przedstawień, ich omówień, a także reportażu, eseju, portretu artystycznego, felietonu.
Elementy krytyki teatralnej zawierają traktaty o teatrze i dramacie (np. Poetyka Arystotelesa), manifesty, przedmowy do dramatów, polemiki (spór o Cyda). Świadectwa krytycznego odbioru spektakli można znaleźć w utworach literackich: wierszach, dramatach (np. Żaby Arystofanesa, Improwizacja paryska Jeana Giraudoux), w listach, wspomnieniach, dziennikach oraz w tekstach użytkowych, np. w dokumentach cenzury.
Do podstawowych zadań krytyki teatralnej jako instytucji należą: weryfikacja aktualnej twórczości teatralnej pod kątem obowiązującej w danym czasie estetyki, kształtowanie świadomości teatralnej, modelowanie upodobań i gustu artystycznego, sterowanie recepcją teatralną, proponowanie różnych sposobów odczytania przedstawienia.
Krytyka teatralna może realizować różne funkcje: poznawczo-oceniającą, operacyjną, postulatywną, funkcję metakrytyczną, a dodatkowo – funkcję mitotwórczą i dokumentacyjną.
Do najwybitniejszych polskich krytyków teatralnych należeli m.in. Jan August Kisielewski, Tadeusz Boy-Żeleński, Karol Irzykowski, Władysław Zawistowski, Tymon Terlecki; po 1945 Artur Sandauer, Antoni Słonimski, Konstanty Puzyna, Maria Bechczyc-Rudnicka, Zygmunt Greń, Józef Kelera. W Polsce działa obecnie wielu krytyków i czasopism teatralnych, m.in. „Teatr”, „Didaskalia” czy „Notatnik teatralny”. Gazety codzienne jednak coraz częściej rezygnują z działów recenzji, w tym recenzji teatralnych.
Jej rozwój w Europie wyznaczali twórcy tacy, jak: Richard Steele, Joseph Addison, Gotthold Ephraim Lessing, Julien-Luis Geoffroy, Jules Janin, Jules Lemaître, Francisque Sarcey.
Organizacją krytyków teatralnych na świecie jest Międzynarodowe Stowarzyszenie Krytyków Teatralnych (AICT/IATC), działające pod egidą UNESCO.